# 의천
의천(義天: 1055년 10월 30일(음력 9월 28일) ~ 1101년 10월 28일(음력 10월 5일))은 고려시대의 왕족 출신 승려, 작가이다. 자는 의천(義天), 속성은 왕(王), 이름은 석후(釋煦) 또는 후(煦)이며, 호는 우세(祐世), 흔히 대각국사(大覺國師)라는 시호로 부르기도 한다. 고려 문종(文宗)의 넷째 아들로서, 어머니는 인예태후(仁睿太后)이다. 순종, 선종, 숙종의 친동생이며, 추존왕 양헌왕의 이복 형이다. 대한불교천태종을 세운 한국 천태종의 중흥시조로서, 대한불교천태종에서 3대 종조 가운데 한 사람으로 추앙받고 있다. 개경 출신이다.
문종은 자신의 아들들 중 누가 승려가 될 것인가를 묻자, 그가 자원하여 승려가 되었다. 1065년 외삼촌인 경덕국사 난원(景德國師 爛圓)를 스승으로 하여 계를 받고 출가하여 승려가 되었다. 일찍이 요나라와 송나라를 방문, 순례하며 요 도종의 국사가 되고, 송나라를 방문해서는 각처의 불교 성지를 순례하고, 송나라의 고승들을 만나 강론을 듣고 돌아왔다. 이후 흥왕사, 흥원사(興圓寺), 해인사의 주지를 거쳐 다시 흥왕사의 주지가 되었다.

## 생애

### 출생과 출가
1055년 9월 28일 고려 제11대 왕인 문종과 그 왕비 인예왕후(仁睿王后)의 넷째아들로 태어났다. 본명은 석후(釋煦), 또는 후(煦)였는데, 그의 이름자 후가 송나라 철종(哲宗)의 본명 후와 같은 글자라 하여, 이름 대신 자(字)인 의천을 주로 사용하였다. 그가 11세되던 해에 부왕 문종이 왕자들을 불러 "누가 출가하여 복전(福田)이 되겠느냐."고 물었을 때, 그가 스스로 출가를 자원하였다 한다. 1065년 5월 14일에 경덕국사(景德國師)를 은사로 삼아 출가하여, 영통사(靈通寺)에서 공부하였다. 문종은 경덕국사 김난원을 불러서 불일사(佛日寺) 계단(戒壇)에서 직접 의천을 삭발하게 했다. 일찍이 출가하여 불교승려가 된 경덕국사 난원은 의천의 외할아버지 김은부의 아들로, 의천의 외삼촌이며 원혜왕후, 원성왕후의 친정 오라비가 된다.
1065년(문종 19) 왕사(王師) 난원(爛圓)이 의천의 머리를 깎아 승려가 되게 하였고, 그 뒤 영통사(靈通寺)에 있었으며, 13세에 우세(祐世)의 호를 받고 승통(僧統)이 되었다. 그해 10월 불일사(佛日寺)에서 구족계(具足戒)를 받았다. 그는 어려서부터 영특하였는데, 승려가 된 이후에도 학문에 더욱 힘을 기울여 대승과 소승의 경·율·론 삼장(三藏)은 물론, 유교의 전적과 역사서적 및 제자백가의 사상에 이르기까지 섭렵하지 않은 바가 없었다.
후에 경덕국사 난원이 입적하면서 그에게 법문(法門)을 계승하였다. 그는 승려이면서 불교학자로 당시 고려의 불교 종파에는 계율종(戒律宗), 법상종(法相宗), 열반종(涅槃宗), 법성종(法性宗), 원융종(圓融宗), 선적종(禪寂宗)이 있었는데, 의천은 평생 불교 계파와 육종(六宗) 및 신라시대의 선교양종을 두루 연구하여 불교학연구의 대가가 되었다. 또한 그는 외전(外典)인 육경(六經)과 칠략(七略) 등을 해석하여, 문종으로부터 '광지개종홍진우세승통(廣智開宗弘眞祐世僧統)'의 법호를 하사받았다.

### 승려 활동

#### 요, 송 순방 활동
그는 형인 순종과 선종과 숙종의 각별한 지우를 받았다. 그의 명성은 요나라에도 알려져 요나라 도종 천우황제의 초청을 받는다. 요 도종은 그에게서 계를 받아 국사와 사자(師資)의 인연을 맺고 그에게서 법문을 배웠으며, 요 도종은 그가 고려로 돌아간 이후에도 여러번 그에게 경책과 다향(茶香), 금백(金帛) 등을 보내왔다.
1084년(선종 1) 송나라 정원(淨源) 법사의 초청을 받고 왕에게 송나라에 가서 구법(求法)할 것을 청했으나 왕이 말리므로 남루한 옷차림으로 몰래 제자 수개(壽介)만 데리고 1085년 송나라로 떠나자 왕은 크게 놀라 관리와 제자 낙진(樂眞) · 혜선(慧宣) · 도린(道隣) 등으로 수행하게 했다. 의천은 몰래 제자 몇인을 대동하고 비밀리에 배편으로 송나라에 입국했지만, 소문이 알려져 송나라 철종은 특별히 주객낭중(主客郎中)인 양걸(楊傑)을 보내 의천을 수행, 인도하게 되었다. 이후 의천 일행은 송나라의 밀수(密水), 변하(汴河) 등을 순례하고, 변하에 도착하여 신전(宸殿)에서 철종을 접견하였다. 그리고나서 차례로 6종중(宗中)의 정정한 큰스님들이 있는 사찰을 방문, 즉 정원(淨源), 양연(懹璉), 택기(擇其), 혜림(慧琳), 종간(從揀)등 50여 인을 만나보았다. 이후 송나라 철종(哲宗)이 영접하여 계성사(啓聖寺)에 있게 하고, 화엄(華嚴) 법사 유성(有誠)으로 하여금 상종하게 하여, 현수(賢首) · 천태 양교의 판교동이(判校同異) · 유묘(幽妙)의 뜻을 문답하였다. 또 상국사(相國寺)의 원조선사와 흥국사 서천(西天)의 삼장(三藏) 천길상(天吉詳)을 찾아보고 주객원외랑(主客員外郞) 양걸(楊桀)을 대동하고 송나라 서울을 출발 금산(金山)의 불인(不印) 선사 요원(了元)에게 들리고, 항주(伉州)의 원공(源公) 법사를 찾아 혜인(慧因)에게 《화엄소초(華嚴疏鈔)》의 의심되던 것을 물었다.

#### 흥왕사 주지
그때 선종이 귀국을 청하자 자변(慈辨) 대사에게 천태종의 경론을 듣고, 천태산 지자(智者)대사의 부도(浮圖)에 예배, 발원문을 지어 천태종을 본국에 중흥할 것을 맹세했다. 또 영지(靈芝)의 대지(大智) 대사에게 계법을 받는 등 고승 50여 명을 만나 법요를 문답하였다. 중국 송나라를 순례중이던 의천에게 선종이 갑자기 본국으로 돌아오라고 요구하게 된 것은 문종이 직접 흥왕사(興王寺)를 창건하였지만, 문종 사후 오랫동안 흥왕사 주지 자리가 비어 있었다. 그리하여 선종은 의천을 귀국시켜 칙명(勅命)으로 흥왕사 주지로 임명하 강경(講經)과 선담(禪譚)의 법회를 지원하였다.
1086년(선종 3) 왕과 왕후의 영접을 받고 환국하여 석전(釋典)과 경서 1천 권을 바쳤으며, 흥왕사에 있으면서 그곳에 교장도감(敎藏都監)을 두게 하고, 요나라 · 송나라 · 일본에서 경서를 구입하고, 고서를 수집하여 《속장경》 4천 7백 40여 권을 간행하였다. 1094년(선종 11) 흥원사(興圓寺)의 주지로 있었고, 그 후 해인사(海印寺) · 흥왕사에 있다가 국청사(國淸寺)가 새로 세워지자 주지를 겸하고 처음으로 천태교를 강하였다. 흥왕사 주지로 재직 중 모후인 인예태후 이씨와 둘째 형인 선종이 승하하자 의천은 다시 해인사로 물러났다.
헌종이 즉위한 뒤에도 융숭하게 대접받았고, 헌종은 불교의 중흥을 시도하려고 해인사로 여러 차례 사람을 보내서 의천을 개경으로 오도록 했다. 헌종의 초빙으로 의천은 다시 흥왕사 주지를 맡게 되었다.

### 생애 후반
송나라의 승려와 불교학자들과 서신으로 사상교류를 하는 한편, 국내에서도 후학 양성에 힘을 기울였다. 숙종 때 주전론(鑄錢論)을 주장하여 사회경제 면에도 많이 공헌한 바 있고, 1098년(숙종 3) 왕자 징엄(澄儼)이 승려가 되자 그 스승이 되었다. 1097년 조카인 징엄을 제자로 받았다. 형인 숙종은 다시 자신의 다섯째 왕자 원명국사 징엄(圓明國師 澄儼, 1090∼1141)을 손수 삭발시켜 의천의 제자로 법통을 계승하게 하였다.
1101년(숙종 6) 국사(國師)로서 활동하던 중 총지사(總持寺)에서 입적하였다. 1101년 10월 3일 고려 숙종으로부터 국사로 책봉되었다. 그러나 병세는 깊어져, 10월 5일 문병 온 형왕(兄王) 숙종에게 "원한 바는 정도를 중흥하려 함인데 병마가 그 뜻을 빼앗았나이다. 바라옵건대 지성으로 불법을 외호하시와 여래께서 국왕, 대신에게 불법을 외호하라 하시던 유훈을 봉행하시오면 죽어도 유감이 없나이다"라는 유언을 남겼다. 당시 그의 나이 향년 47세, 법랍 36세였다.
숙종은 그의 부음을 듣고 조회를 파하고 임시 공휴일(公休日)로 정하였으며, 친히 다비식을 한 뒤 영골사리(靈骨舍利)를 영통사 동쪽 산에 석실(石室)을 세워 안치하였다.

### 사후
오관산(五冠山) 영통사 동쪽에 장례하였으며, 김부식(金副軾)의 명문(銘文)으로 된 비가 세워지고, 또 남숭산(南嵩山) 선봉사(仙鳳寺)에도 임존(林存)의 명문으로 해동 천태 시조 대각국사비가 세워졌다.
서호(西湖)의 승려 혜소(惠素)는 국사의 고제로서 후에 행록(行錄) 10권을 선집하였으며, 태백산인(太白山人) 융응(戎膺)은 국사의 적사(嫡嗣)로 법해(法海)의 용문(龍門)이라 호하였다. 저서로는 <신편제종교장총록>3권, <신집원종문류(新集圓宗文類)>22권, <석원사림(釋苑詞林)>250권, 의천의 사후 그의 제자들이 그의 행적과 시 등을 모은 <대각국사문집(大覺國師文集)> 23권과 <대각국사외집(大覺國師外集)>13권, <간정성유식론단과(刊定成唯識論單科)>3권, <천태사교의주(天台四敎儀註)>3권 등이 있다. 그러나 이 저술들이 거의 실전, 없어지고 현재는 <신편제종교장총록>3권과 <대각국사문집>, <대각국사외집>의 낙장본, <원종문류>, <석원사림>의 일부, <간정성유식론단과> 등이 현전하여오고 있다.

## 가계
- 조부 : 현종(顯宗, 992~1031 재위:1009~1031)
- 조모 : 원혜왕후(元惠太后, ? ~1022)
- 부왕 : 문종(文宗, 1019~1083년 재위:1046~1083) 낙랑군(樂浪君)
- 모후 : 인예왕후(仁睿王后, ? ~1092) 이자연의 첫째 딸
  - 형 : 순종(順宗, 1047~1083 재위:1083~1083) 평양공(平壤公)
  - 형 : 선종(宣宗, 1049~1094 재위:1083~1094) 국원후(國原侯)
  - 형 : 숙종(肅宗, 1054~1105 재위:1095~1105) 계림공(鷄林公)
  - 태자 : 의천(義天, 1055~1101) 왕후(王煦) 대각국사(大覺國師)
  - 동생 : 상안공(常安公, ? ~1095) 왕수(王琇)
  - 동생 : 도생승통(道生僧統)
  - 동생 : 금관후(金官侯, ? ~1092) 왕비(王㶨)
  - 동생 : 변한후(卞韓侯, ? ~1086) 왕음(王愔)
  - 동생 : 낙랑후(樂浪侯, ? ~1083) 왕침(王忱)
  - 동생 : 총혜수좌(聰惠首座)
  - 누이 : 적경궁주(積慶宮主, ? ~1113)
  - 누이 : 보령궁주(保寧宮主, ? ~ 1113)

- 외할아버지: 이자연
- 외할머니: 안산군대부인 인천 이씨
  - 외외증조부 : 이허겸

- 외삼촌 : 경덕국사 난원(景德國師 爛圓) - 그의 스승
- 조카 : 원명국사 징엄(圓明國師 澄儼) - 제자의 한 사람이며 법통 계승자

## 저서
- <신편제종교장총록>3권
- <신집원종문류(新集圓宗文類)>22권
- <석원사림(釋苑詞林)>250권
- <대각국사문집(大覺國師文集)> 23권 행적과 시 문집
- <대각국사외집(大覺國師外集)>13권
- <간정성유식론단과(刊定成唯識論單科)> 3권
- <천태사교의주(天台四敎儀註)>3권

## 평가
그가 활동하던 당시 고려의 불교는 선종과 교종 양종의 대립이 심각하였고, 의천은 각 교단을 통합하여 고려 불교의 파벌갈등과 폐단을 바로잡아 교단을 정리하고, 불교의 가르침을 통해 흉흉해진 민심을 다잡고 올바른 국민사상을 확립시키려고 하였는데, 그러한 근본이념을 천태사상에서 발견하였던 것이다. 그에 대한 평가로는 불교전적을 정비하고, <고려속장경>을 간행하였으며, 송나라에 유학하여 새로운 문화를 수입하였고, 천태종을 세워 교단의 통일과 국가발전을 도모하는 등 많은 훌륭한 업적을 남겼다는 평이 있다.

## 같이 보기
- 천태종
- 흥왕사 (개성)
- 칠곡 선봉사 대각국사비
- 흥원사
- 해인사
- 난원
- 징엄